# Сьвіднічек
Сьвіднічек (пол. Świdniczek) — село в Польщі, у гміні Вулька Люблінського повіту Люблінського воєводства.
Населення — 252 особи (2011).

## Демографія
Демографічна структура станом на 31 березня 2011 року:
|          | Загалом | Допрацездатний вік | Працездатний вік | Постпрацездатний вік |
| -------- | ------- | ------------------ | ---------------- | -------------------- |
| Чоловіки | 123     | 24                 | 80               | 19                   |
| Жінки    | 129     | 26                 | 71               | 32                   |
| Разом    | 252     | 50                 | 151              | 51                   |